# Intrexx
Intrexx ist eine integrierte plattformunabhängige Entwicklungsumgebung (deutsch/englisch) zur schnellen und einfachen Erstellung und Verwaltung von z. B. multilingualen Webapplikationen, Intranets, Social Intranets, Enterprise- oder Kundenportalen (Extranets) sowie ab 2018 komplette Industrie 4.0-Lösungen. Das Erstellen der Applikationen erfolgt nach dem Drag-and-Drop-Prinzip und bedarf nur weniger Programmierkenntnisse. Auch die Erstellung von mobilen Anwendungen für iPhone, Blackberry, Android Smartphones und Co. ist mit Intrexx per Mausklick möglich.

## Geschichte
Die erste Version der Software wurde 1999 vom deutschen Softwarehersteller United Planet GmbH unter dem Namen „Intrazone“ veröffentlicht. Im Jahr 2000 wurde die Software in „Intrexx Xtreme“ umbenannt. Im Zuge des Release von Intrexx 5.0 im März 2010 teilt sich die Produktlinie auf in die Editionen Intrexx Professional und Intrexx Compact. Intrexx Professional ist dabei die Fortführung der Xtreme Reihe und richtet sich weiterhin an mittelständische Unternehmen und die Öffentliche Verwaltung. Intrexx Compact umfasst ein vollständiges Firmenportal mit über 50 vorgefertigten Webanwendungen und Vorlagen und ist speziell auf die Zielgruppe der kleineren Firmen mit bis zu 10 PC-Arbeitsplätzen ausgerichtet. Laut Herstellerangaben wurden mittlerweile über 5.000 Intrexx Portale implementiert (Stand: 2019). Von 2012 bis 2014 wurde United Planet mit Intrexx vom US-amerikanischen IT-Beratungsunternehmen Gartner Inc. in der renommierten Marktübersicht „Magic Quadrant for Horizontal Portals“ aufgeführt. Danach folgten mehrere Auszeichnungen wie z. B. fünfmaliger „Social Business Leader“ (ISG Provider Lens; u. a. 2018), „Digital Workspace Leader“ (ISG Provider Lens; 2017) und PC Magazin „SEHR GUT“ (01/2019).
Heute ist Intrexx eine Low-Code Development Plattform für komplette Digital Workplace Lösungen und die vollständige Digitalisierung von Unternehmen.
Meilensteine:
- Intrexx 2.0 (2004): Ausbau der Möglichkeit zur Integration von Fremddaten

- Intrexx 3.0 (2006): Integration eines sog. „Prozess Managers“, der es den Unternehmen ermöglicht, Geschäftsprozesse grafisch abzubilden, miteinander zu verknüpfen und zu automatisieren

- Intrexx 4.0 (2007): Möglichkeit zum Konsumieren und Anbieten von Web Services

- Intrexx 4.5 (2008): Integration der dynamischen Programmiersprache „Groovy“

- Intrexx 5.0 (2010):
  - Als erste Softwarelösung ermöglicht es Intrexx, webbasierende Applikationen bei ihrer Erstellung per Mausklick für den Zugriff von einem beliebigen mobilen Endgerät zu konvertieren
  - Ausbau der Barrierefreiheit nach den Vorgaben des W3C

- Intrexx 6.0 (2012):
  - Mit dem neuen Modul „Beziehungsdesigner“ lassen sich Daten aus allen im Unternehmen eingesetzten Softwaresystemen sämtlicher Hersteller miteinander verknüpfen. (bis Intrexx Version 18.09)
  - Business Adapter für OData-Datenquellen und SAP NetWeaver Gateway
  - Technologische Basis für die neue Social Business Software Intrexx Share

- Intrexx Share (2013):
  - Intrexx Share erweitert Intrexx um eine neuartige Social Business Lösung, die Kommunikationstechnologien, wie man sie von sozialen Netzwerken (Facebook, Twitter etc.) kennt, für den Einsatz in Unternehmen nutzbar macht.
  - Intrexx Share unterscheidet sich von anderen Social Business Lösungen dadurch, dass nicht nur die Mitarbeiter eines Unternehmens in den Wissensaustausch eingebunden sind, sondern auch die im Unternehmen eingesetzten Softwarelösungen (z. B. Intranet, CRM, ERP, BI, Exchange etc.).[7]
  - Erfasst oder ändert man Daten in der Arbeitsoberfläche von Intrexx Share, werden sie in Echtzeit in die jeweilige Fachapplikation zurückgeschrieben. So ist es für die Mitarbeiter möglich, direkt aus Intrexx Share heraus auf Newsfeeds zu reagieren, die von den einzelnen Fachapplikationen erstellt werden.[8]
  - Der Austausch von Daten und Dokumenten ist bei Intrexx Share sicherer als bei vielen anderen Social Business Lösungen, die häufig aus den USA kommen, da die Daten auf dem geschützten Firmen-Server und nicht in der Cloud liegen.[9]

- Intrexx 7.0 (2014):
  - Verbesserung der Integrierbarkeit von Intrexx durch den OData-Adapter und M-Files-Adapter[10]
  - Der Intrexx Formeleditor ermöglicht erstmals die Erstellung von rechnenden Formularen im Portalmanager.
  - Einführung einer neuen Kalender- und Ressourcenkontrolle
  - benutzerfreundlichere Filehandlung mit Mehrfach-Upload
- Intrexx 8.0 (2016):
  - Die Erstellung von Seiten und Applikationen in Responsive Design ist nun möglich.
  - Statt der bisher genutzten Apache Lucene wird nun Apache Solr als Search-Engine im Kontext des Portal-Prozesses eingesetzt.
  - Die Suchfunktionen wurden durch neue Filtermöglichkeiten und die Möglichkeit einer mehrsprachigen Suche erweitert.
  - Sprachkonstanten und eine Übersetzungshilfe sollen die Erstellung mehrsprachiger Portale und Applikationen vereinfachen.
  - Die Gestaltung von Anwendungen im Applikationsdesigner wird nun durch Templates und Hilfslinien unterstützt. Dadurch soll die Geschwindigkeit der Anwendungserstellung erhöht werden.
- Intrexx 18.03 (2018)[11]
  - Änderung der Versionsnamen
  - Connector für Microsoft Office 365: Öffnen und Speichern von Office 365-Dokumenten direkt aus Intrexx möglich.
  - Intrexx Mobile App: Beliebige Anzahl an Intrexx-Portalen hinterlegbar und Zugriff auf alle relevanten Informationen – inkl. Push-Notifications.
  - Intrexx Share 2.2: Social Collaboration Tools (Social Intranet) mit Chat, Gruppen, Dateiablage und Neuigkeiten/Stream.
- Intrexx 18.09 (2018)[12]
  - API Connector: Fertige Connectoren für führende Softwaresysteme wie SAP, Microsoft, IBM sowie viele weitere Systeme.
  - Intrexx Industrial: Komplette Industrie 4.0-Lösung inkl. automatisiertem Boardbuch, OEE-Analysen uvm.[13]
- Intrexx 19.03 (2019)[14]
  - Neue Business Logik: Neue Logik zum Lesen, Schreiben, Validieren und Filtern von Daten.
  - Java 11: Sowohl Server als auch Portal Manager basieren auf Java-Runtime 11. Es können bestehende Java-Lizenzen oder die Open-Source Variante OpenJDK genutzt werden.
  - REST API: Kommunikation zwischen Portal Manager und anderen Servern auf REST API umgestellt.
  - Mehrmandantenfähigkeit: Sicherheit in der Entwicklung von Portalen mit mehreren Mandanten/Niederlassungen/Unternehmensstandorten.
  - Horizontale Skalierung: Elastisch horizontal skalierbar auf nahezu allen Cloud-Plattformen wie Amazon – AWS, Azure und Open Telekom Cloud.
  - Versionierung: Semantische Versionierung und Versionierung mit GIT für bessere individuelle Applikationsentwicklung.
  - Portlet-Framework: Ein komplett neues und responsives Portlet-Framework für mehr Möglichkeiten und Flexibilität in der Applikationsentwicklung und der Seitengestaltung für Nutzer.
- Intrexx 19.09 (2019)[14]
  - Portalmanager als Live Version: Intrexx Portalmanager auf jedem Computer einfach aus einem Verzeichnis heraus starten – auch ohne Administrationsrechte.
  - TinyMCE Editor: Bessere Usability bei der Bearbeitung von Texten innerhalb von Intrexx Anwendungen.
  - Internationalisierung: Länderabhängige Sprachen in den Portalen für länderübergreifende Nutzung.
  - Höhere Sicherheit: Skriptmethoden überprüfen die Passwort-Eingaben auf Einhaltung der entsprechenden Passwortrichtlinien.
  - Unterstützung von ‚Divers‘ als Geschlecht: Die Benutzerverwaltung erlaubt die Eingabe von ‚Divers‘ als weiteres Geschlecht.
  - Intrexx Cluster Support in Setup: Das Setup unterstützt ab Intrexx 19.09 das Hinzufügen des Portalservers als Instanz eines Intrexx Clusters.
  - Responsive Bildansichtskontrolle: Die Bildansichtskontrolle skaliert Bilder und Fotos entsprechend dem aktuellen Layout. Bildansicht erfolgt damit passend zum Endgerät.
- Intrexx 20.03 (2020)[15]
  - Subselects/Unterabfragen im Filterdialog: Gefilterte Suchen sind deutlich verfeinert.
  - Global Workflow User / Ausführender Prozessbenutzer: Bessere Rechtesteuerung für Nutzer.
  - Verbesserte Stylemöglichkeiten: Verbesserte Styles und Usability.
  - Abhängigkeiten auf Mehrfachauswahl: Einträge einer Mehrfachauswahl können direkt über Abhängigkeiten gefiltert werden.
  - Bindings im Filterdialog: Verwendung von Bindings in verschiedenen Filterdialogen.
  - Neue Galerie: Neues und responsives Design.
  - WebSockets: Entwickler können Nachrichten direkt vom Server an den Browser senden (Push).
- Intrexx 20.09 (2020)[16]
  - Erweiterte Sprungoptionen: direkt aus Ansichtstabellen, Recherchen, Diagrammen und frei gestalteten Tabellen heraus einen neuen Datensatz anlegen.
  - Verbesserte Webserverkonfiguration: Intuitive Dialoge sorgen geringere Fehleranfälligkeit.
  - Neue Bindings: Neu verfügbar sind die Bindings uniqueID und uniqueGUID.
  - Titelfeld-Vorbelegung: Ab 20.09 wird die Einstellung „Titelfeld mit Standardtitel vorbelegen“ auch für Datenfelder und Datengruppen übernommen.
- Intrexx 21.03 (2021)[17]
  - Shortlinks: Nutzer können Shortlinks auf jede Seite in einer Anwendung erstellen
  - Online Templates: Applikationsvorlagen sind online verfügbar
  - Unterstützung des SVG-Formats: Vektorgrafiken können nun eingebunden werden
  - Authentifizierung per Proxy: Vorkonfigurierte Proxys lassen sich mit einem Intrexx-Server verbinden
  - Verbesserte Webserver-Konfiguration: User Interface für die Konfiguration eines Webservers wurde neu gestaltet
  - Unterfragen im Filterdialog: Unterabfragen für Filterausdrücke sind möglich
  - Abhängigkeiten von mehrfacher Auswahl: Einträge einer Mehrfachauswahl können direkt über Abhängigkeiten gefiltert werden
  - Galerien in neuem Design: Bildergalerien sind nun responsiv für alle Endgeräte
  - WebSockets: WebSockets und Push-Funktion erlauben Datenübertragung in Echtzeit
  - Portalmanager als Live-Version: Intrexx-Portalmanager lässt sich nun auf jedem Computer aus einem Verzeichnis heraus starten – auch ohne Administrationsrechte
  - TinyMCE-Redakteur für Texte: Die Usability bei der Bearbeitung von Texten innerhalb von Intrexx-Anwendungen wird erhöht

Umstellung auf Rolling Releases (2021)
Im Herbst 2021 hat sich Intrexx von der alten Release-Struktur mit jährlichen Versions-Updates verabschiedet. Stattdessen erscheinen neue Features und Funktionen nun in Form von Rolling Releases. Nutzer von Intrexx können sich hierbei zwischen zwei verschiedenen Release Tracks entscheiden: Auf dem Silent Track erscheinen neue Features weiterhin im jährlichen Rhythmus. Auf dem Steady Track werden neue Features direkt nach ihrer Fertigstellung im Zuge der regelmäßigen Software-Updates eingespielt.
- Neue Features im Steady Track (Herbst 2021)[21]
  - Neuer Installer
  - Anpassbares und update-sicheres Login
  - Neue Styleklassen für die Kachelansicht von Ansichtsseiten in freien Tabellen
  - Unterstützung internationaler E-Mails via Regular Expression

## Architektur
Intrexx besteht im Wesentlichen aus zwei Teilen:
Intrexx Portal Manager
Der Portal Manager wird auf einem beliebigen Client oder auf dem Server installiert und verfügt über alle Komponenten um Layout, Menü oder Applikationen zu entwickeln und zu verwalten. Auch die Einrichtung der Benutzer mit den Rechten an den jeweiligen Anwendungen eines Portals erfolgt im Portal Manager von Intrexx.
Intrexx Portal Server
Der Portal Server wird auf einem Server installiert und steuert alle Transaktionen der angelegten Webapplikationen und Portale. Er überwacht die Rechte der Benutzer innerhalb der Transaktionsvorgänge, steuert die gesamten Businesslogiken und regelt den Zugriff auf die Datenquellen.

## Funktionen
Intrexx bietet die Möglichkeit, mehrsprachige Webapplikationen, Intranets, Social Intranets (Enterprise Social Network), Enterprise- oder Kundenportale (Extranets) sowie ab 2018 komplette Industrie 4.0-Lösungen zu erstellen und zu verwalten. Damit sieht sich die Software als Alternative zu Microsoft SharePoint. Design und Usability des Portals werden im Wesentlichen durch den integrierten Portaldesigner sichergestellt, der auf Basis von CSS und XML über XSL-Transformationen die Anpassung an die Corporate Identity des Unternehmens ermöglicht. Single Sign-on sorgt dabei für eine sichere Authentifizierung und rollenbasierende Autorisierung. Die Synchronisierung mit vorhandenen LDAP-Servern ist möglich.
Intrexx basiert zu 100 % auf Java und beinhaltet folgende Module:
Designer
Mit dem Designer können Unternehmen ihr Portal nach ihrer eigenen Corporate Identity gestalten: Farben, Schriften, Symbole, Schaltflächen oder Menüstrukturen lassen sich per Mausklick genauso aus Listen auswählen wie eine Vielzahl an bereits vorgefertigten Designvorlagen.
Applikationen
Mit dem Applikationsdesigner können Anwendungen und Formulare ohne Programmierkenntnisse erstellt werden. Mit Hilfe eines Assistenten können die User ihre gewünschten Eingabe- und Ausgabekontrollen sowie die benötigten Schaltflächen wählen und Anwendungen erstellen – für Desktop-PC, Laptop und Smartphone.
Prozesse
Über die grafische Oberfläche des Prozessdesigners können betriebliche Prozesse per Drag-and-Drop in elektronische Workflows überführt und automatisiert werden. Der User kann Bedingungen und Aktionen definieren.
Benutzer
In der Benutzerverwaltung wird festgelegt, wer auf welche Applikationen und Funktionen zugreifen kann. Dabei können die Zugriffsrechte von der Funktion des Mitarbeiters abhängig gemacht oder bestimmte Mitarbeiter zu einer Berechtigungsgruppe zusammengefasst werden.
Integration
Mit Intrexx kann auf nahezu alle Datenbanken im Unternehmen direkt lesend und schreibend zugegriffen werden. Ebenso lassen sich ERP-Systeme wie SAP mit lesenden und/oder schreibenden Szenarien anbinden.
Werkzeuge
Intrexx verfügt über verschiedene Werkzeuge, die den Administrator bei seiner Arbeit unterstützen. Ein Systemmonitor zeigt beispielsweise die momentane Auslastung, die Aktivitäten im Portal, den Zustand der Speichernutzung sowie die Verbindungen zur Datenbank. Die Aufgabenplanung liefert eine Übersicht über alle laufenden Prozesse.

## Schnittstellen
Speziell entwickelte Business Integration Adapter erlauben die Anbindung von Fremdsystemen wie IBM Lotus Notes, Microsoft Exchange (2003/2007/2010), ABACUS, SAP (Business Suite, Business One, SAP Gateway), JDBC-Datenquellen sowie sämtlichen OData-Datenquellen. Über einen Adapter für Microsoft Office (Word, Excel usw.) können Dokumente direkt im Unternehmensportal organisiert werden. Die Schnittstellen zu Microsoft SharePoint und Microsoft Exchange erlauben das Integrieren von Daten aus Microsoft SharePoint-Listen und -Dokumentenbibliotheken in Intrexx-Applikationen und -Prozessen bzw. den Zugriff auf Termine, Kontakte, Aufgaben und E-Mails aus Outlook.
Die Connectoren zu ABACUS Business Software, M-Files, dg hyparchive und IBM Lotus Notes erlauben das Speichern und Archivieren von Daten im jeweiligen System und das Einbinden von Prozessen in Intrexx Applikationen.

## Vorgefertigte Lösungen
Fertige Portale
Für bestimmte Branchen und Themen wurden auf Basis von Intrexx verschiedene fertige Portale erstellt. Aktuell sind dies ein Klinik-Portal, ein Schul-Portal, ein Qualitätsmanagement-Portal, ein Portal für Kinder-Tagesstätten sowie eine Industrie 4.0-Lösung.
Fertige Applikationen
United Planet stellt vorgefertigte Unternehmensanwendungen [genannt „Lösungen“ ], Formulare, Prozesse und Layoutvorlagen zur Verfügung.